# George Gezelle Meerburg
George Frans Gezelle Meerburg (Leiden, 1 november 1806 - Nieuwendijk, 12 december 1855) (ds. G.F. Gezelle Meerburg) was predikant te Almkerk.
Hij was zoon van een fabrikant van wollen dekens, die echter failliet was gegaan vanwege de achterstallige betalingen van het Franse bewind, waarna hij de zaken op bescheidener schaal moest voortzetten. Hoewel zijn vader hem graag in het handelsvak wenste, koos hij voor de opleiding tot predikant te Leiden. Een van zijn studievrienden was Hendrik Scholte. Op 20 oktober 1833 werd hij bevestigd als predikant te Almkerk. Al spoedig deden zich daar woelingen voor die zouden leiden tot de afscheiding van 1834. Aangezien hij, op aandrang van zijn gemeenteleden, niet meer wenste te laten zingen uit de door de Synode goedgekeurde gezangbundel werd hij op 24 november 1835 als predikant afgezet. In 1837 trouwde hij met Johanna van der Beek.
Na zijn afzetting preekte hij in de open lucht. In een zaal was dat niet toegestaan voor meer dan 19 mensen, en dorpelingen die een zaaltje ter beschikking stelden riskeerden een boete. Door op een boerenkar of schuit plaats te nemen kon hij zich uit de voeten maken als de politie mocht komen. Hij werd echter aanhoord door een grote schare volk. Uiteindelijk werd in 1839 toestemming verleend om een nieuw kerkgenootschap, de Christelijk Gereformeerde Gemeente, los van de Staatskerk, op te richten. Aldus werd het tevens toegestaan om in een boerderij te Kille te mogen preken. Deze ruimte bleek weldra te klein. Standplaats werd Nieuwendijk. Hier stierf hij uiteindelijk.

## Externe bron
- J. de Koning: Levenslessen. 5 preken en levensbeschrijving. Ridderkerk, 1994. ISBN 90-801309-2-3. Website: .

- Bibliothèque nationale de France: cb14623086f (data)
- Biografisch Portaal: 35260075
- Digitale Bibliotheek voor de Nederlandse Letteren: geze004
- International Standard Name Identifier: 0000 0000 1084 1859
- Nederlandse Thesaurus van Auteursnamen: 097960365
- Virtual International Authority File: 5184769
- WorldCat: E39PBJg8JjyxCXTvf76B9BcXVC